# Menai

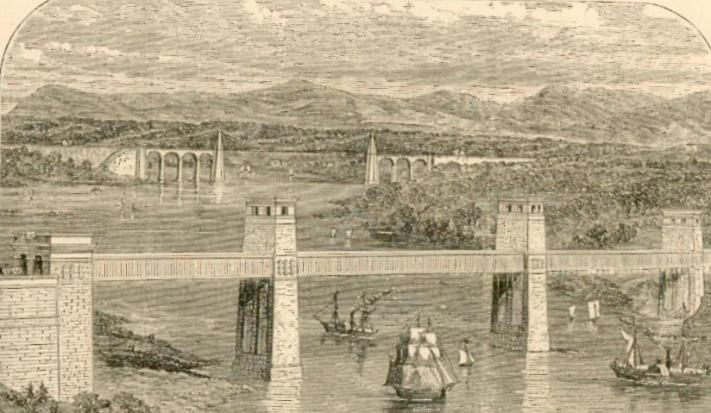
Le pont Britannia dans son état d'origine, sur une gravure du XIXe siècle. Au fond, le pont suspendu à chaînes du détroit de Menai.

Le détroit du Menai (Menai Straits en anglais; Afon Menai en gallois; parfois francisé en Ménai, Menaï ou Ménaï) est le nom attribué au bras de mer qui sépare l'île d'Anglesey (Ynys Môn, c'est-à-dire l'« île de Môn », en gallois) du reste du pays de Galles, donc de la Grande-Bretagne.

## Description

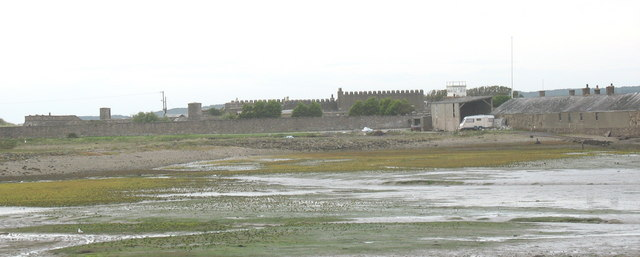
Le fort Belan date de la guerre d'indépendance.

La largeur de ce détroit varie de 400 m entre le Fort Belan et le cap d'Abermenai, à 1 100 m entre Traeth Gwyllt et le château de Caernarfon. La distance entre l'île Puffin (gallois Ynys Seiriol) et Penmaenmawr d'environ 8 km. La différence de niveau des marées entre les deux extrémités du détroit provoque de forts courants réversibles, dangereux pour la navigation. L'un des passages les plus périlleux est celui dit des Swellies (ou Swillies, du gallois Pwll Ceris), entre les deux grands ponts : les hauts-fonds créent un ressaut et donnent naissance à un régime tourbillonnaire. C'est là que s'est abîmé le navire-école HMS Conway en 1953. L'abord par Caernarfon n'est pas moins dangereux, à cause du charriage qui reforme périodiquement les barres sableuses de Caernarfon, au droit du Fort Belan, ouvrage défensif édifié à l'époque de la Guerre d'indépendance des États-Unis (1775-1783).

## Formation

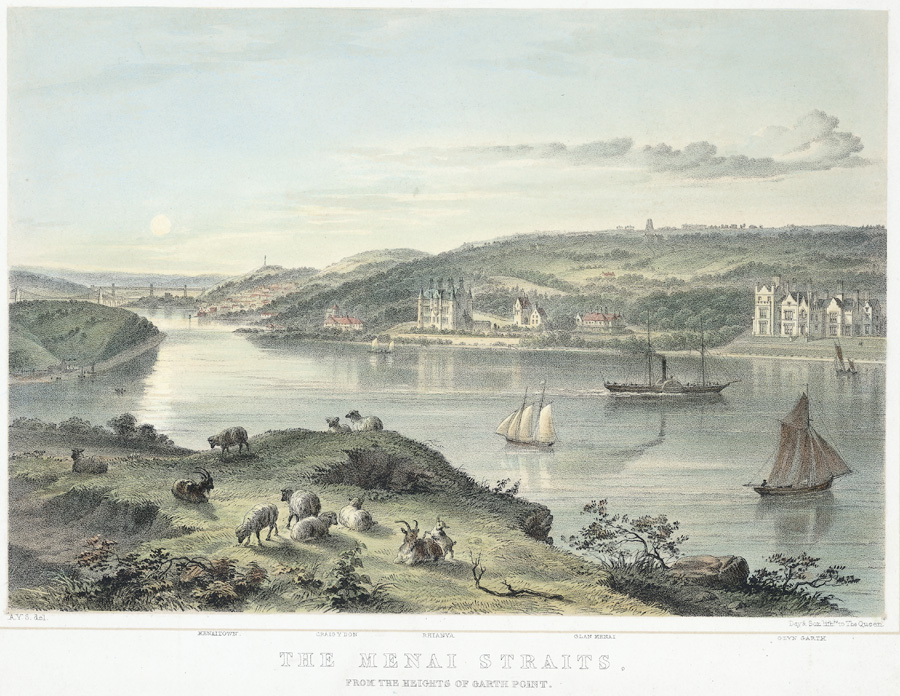
Tableau du détroit de Menai (1860).

Le couloir de navigation actuel est le produit de l'érosion du socle rocheux : au cours des glaciations du Pléistocène, le déplacement des glaciers du nord-est au sud-ouest via Anglesey et sa voisine Arfon a creusé les roches sous-jacentes, y laissant une série d'entailles rectilignes ; la plus profonde a été noyée par la mer lorsque le niveau des océans s'est accru à la fin de l'âge glaciaire.

## Effets hydrodynamiques

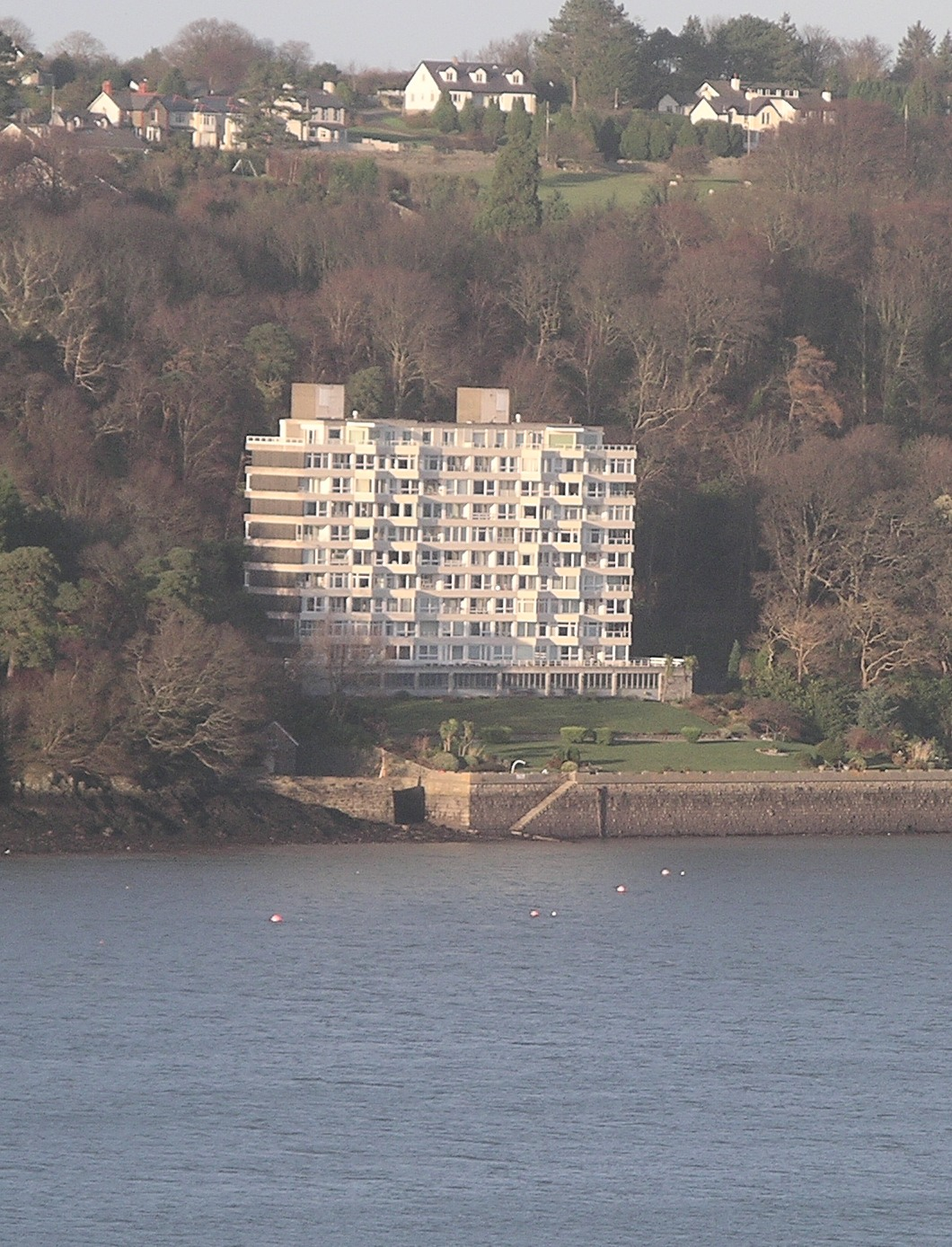
Les hauts-fonds de Glyn Garth prolongent les berges du détroit de Menai face à Upper Bangor.

Les marées observées depuis les rives donnent une impression trompeuse. La marée montante depuis le sud-ouest provoque un courant de direction nord-est mais simultanément, elle contourne l'île d'Anglesey de sorte qu'au bout de quelques heures, l'eau s’engouffre dans le détroit à Beaumaris vers le sud-ouest. Il se fait alors que le niveau de l'eau continue de monter, mais le courant de Caernarfon s'affaiblit jusqu'à être vaincu par le courant antagoniste. Le phénomène s'inverse à marée descendante. Cela implique que le courant s’annule entre les deux ponts à peu près une heure avant chaque marée (haute ou basse).
Théoriquement, il serait possible de franchir à gué le détroit par les Swellies à marée basse aux équinoxes de printemps, car le niveau n'est plus alors que de 50 cm ; mais le courant est alors de 9 km/h, ce qui rend la traversée périlleuse. Ailleurs, la profondeur est partout supérieure à 2 m.
Les marées ramènent de grandes quantités de poisson, et la construction de seuils de retenue le long des deux rives a fait pendant des siècles la prospérité de l'endroit. Huit des seuils fixes du détroit de Menai sont aujourd'hui classés aux monuments historiques.

## Ponts
Deux ponts franchissent le détroit :
- le pont du Menai, Pont y Borth ou Pont y Menai en gallois, Menai Bridge en anglais ;
- le pont Britannia, même appellation en gallois, Britannia Bridge en anglais.

## Villes

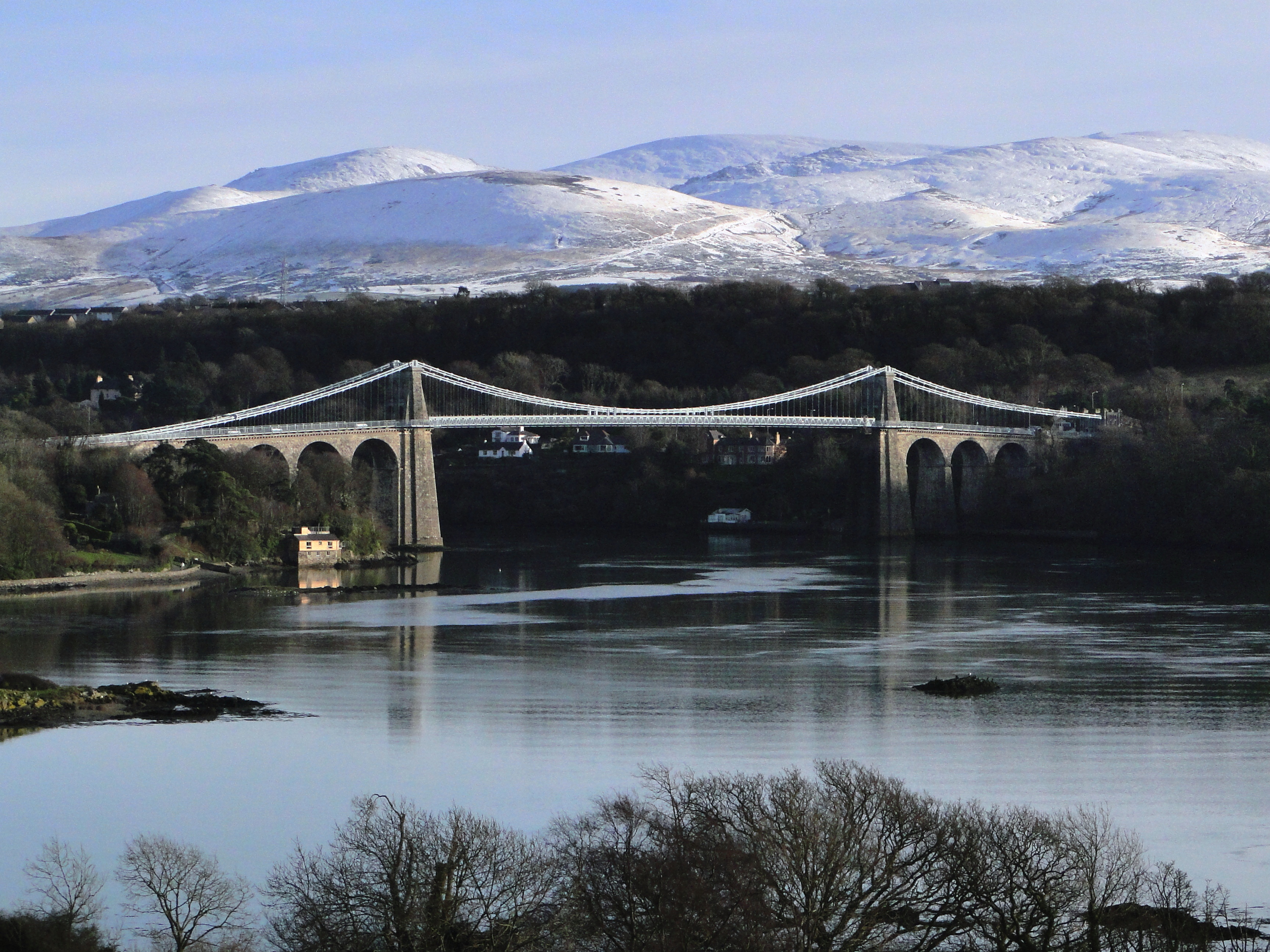
Pont suspendu du détroit de Menai

Les principales villes qui bordent le Menai sont :
- Beaumaris ;
- Bangor ;
- Caernarfon ;
- Dwyran ;
- Porthaethwy ;
- Y Felinheli (appelé autrefois Port Dinorwic en anglais).

## Îles
- Carreg yr Halen
- Church Island
- Ynys Castell
- Ynys Faelog
- Ynys Gaint
- Ynys Gored Goch (en)
- Ynys Tobig
- Ynys y Bîg